# Maison à l'Ange
Ne doit pas être confondue avec la Maison de l'Ange à Bruxelles, la Maison de l'Ange à Châteaubriant ou la Maison de l'Ange à Montferrand
La maison à l'Ange est un monument historique situé à Strasbourg, dans le département français du Bas-Rhin en région Grand Est.

## Localisation
Ce bâtiment est situé au 15, rue du Faubourg-de-Saverne à Strasbourg.

## Historique
Il abrite actuellement des appartements pour ménages ainsi qu'une école préparatoire de médecine.
L'édifice fait l'objet d'une inscription au titre des monuments historiques depuis 2000.